# Нет бога, кроме Бога. Истоки, эволюция и будущее ислама
Нет Бога, кроме Бога: истоки, эволюция и будущее ислама — научно-популярная книга 2005 года, написанная ирано-американским мусульманским учёным Резой Асланом. Книга описывает историю ислама и аргументирует либеральное толкование религии. Оспаривая тезис «столкновения цивилизаций», в нынешних противоречиях внутри ислама он обвиняет западный империализм и корыстные неверные истолкования исламского права учёными.
По словам консервативного обозревателя Рейхана Салама, книга получила положительный отклик в мусульманском мире.

## Содержание
Каждая глава книги посвящена определённой теме в исламе. Например, одна глава целиком посвящена проблеме джихада. В целом, книга охватывает историю ислама с точки зрения исламского пророка Мухаммеда как социального реформатора, борющегося за эгалитаризм между людьми. В книге утверждается, что Коран не предписывает ношение хиджаба женщинами и что концепция джихада должна была быть исключительно оборонительной. Аслан сосредотачивается прежде всего на ранней истории ислама, но также обсуждает жизнь в империи Аббасидов, Османской империи и современном мусульманском мире.

Одной из центральных тем является описание того, что в настоящее время в исламе происходит внутренняя борьба между идеалами индивидуалистической реформы и традиционным авторитетом мусульманских священнослужителей. Аслан заявляет, что эта ситуация схожа с реформированием христианства 16-го века, которое в то время имело тот же возраст, что и ислам в настоящее время. Он пишет, 
идея того, что исторический контекст не должен играть никакой роли в толковании Корана — то, что применимо к общине Мухаммеда, применимо ко всем мусульманским общинам на все времена — просто несостоятельная позиция во всех смыслах.

## Критика

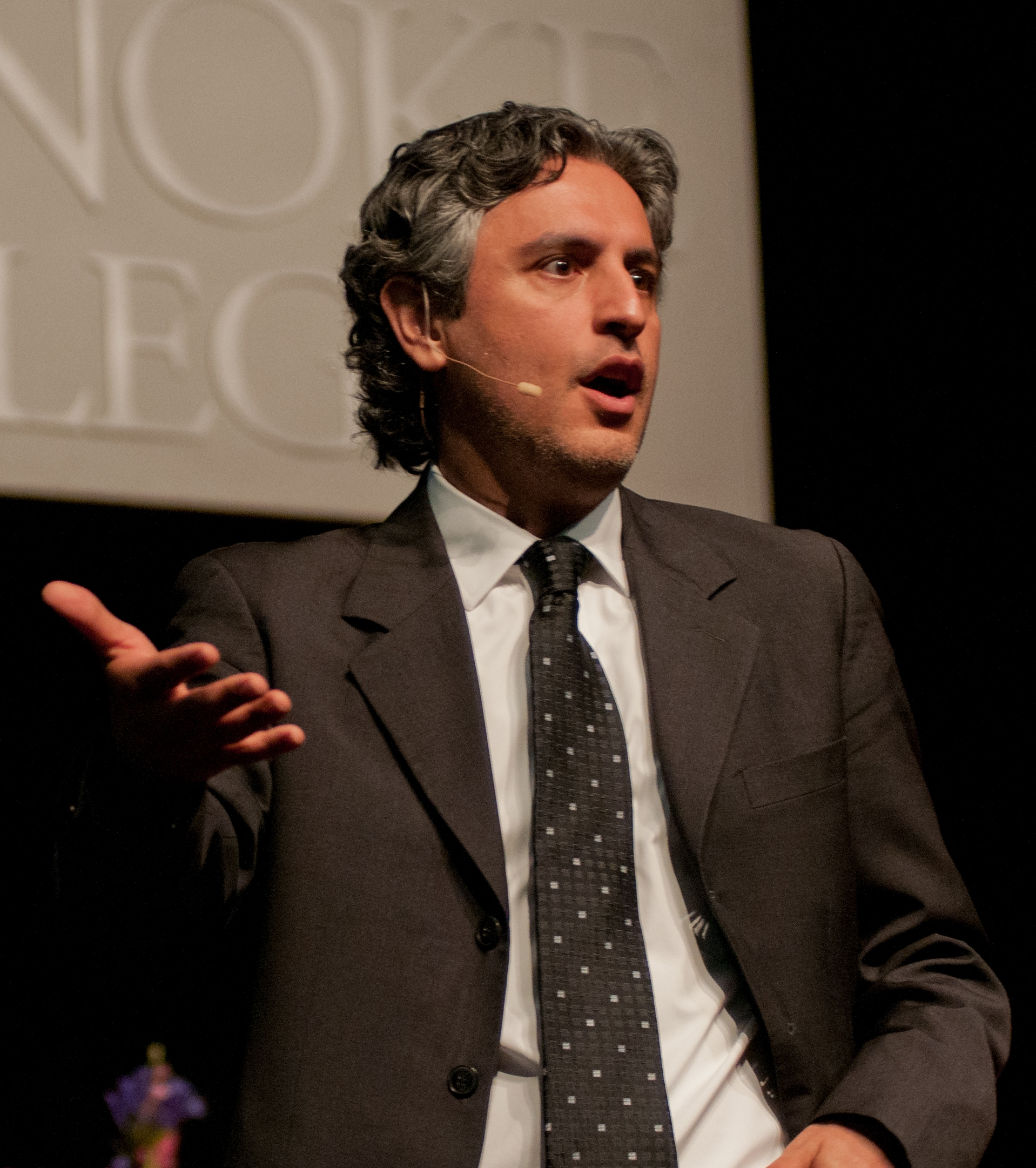
Реза Аслан, автор

Газета «Financial Times» присудила награду «Лучшая книга года» в своей категории. Los Angeles Times назвал его «книга-фаворит года». Журналист Фарид Закария назвал книгу «текстурированным, детализированным отчетом, в котором представлена живая, дышащая религия, сформированная многовековой историей и культурой». Профессор и автор Ноа Фельдман назвал её «элегантной, доступной и информированной исторической наукой» и «прекрасной точкой зрения на богатый мир раннего ислама». В научном обзоре Международного журнала курдских исследований сообщается, что «такая ясность является желанным и освежающим противоядием от бесконечных запутываний, исходящих от партизан по обе стороны вопроса». Также мусульманский журналист Рейхан Салам назвал книгу «увлекательной», и он сказал, что считает её одной из самых важных книг десятилетия. В The New York Review of Books написано, что «одно из достижений книги Резы Аслана состоит в том, что она придает исламу такую же внутреннюю сложность и разнообразие, как и понятия „Запад“ и „Америка“ в наших глазах». «The New York Times» дала благоприятный критический обзор, назвав её «мудрой и страстной книгой», заявив, что «его аргументы в пользу восстановления рационализма, принятия полезности секуляризации и контекстуализации исторического понимания веры — все это делает его достойной компанией выдающимся современным мусульманам».
The Washington Post опубликовала смешанный обзор Никки Р. Кедди, востоковеда-ираниста профессора-эмерита истории в Калифорнийском университете в Лос-Анджелесе. Она утверждает, что книга Аслана является «одной из самых читаемых» и что автор представляет «либеральный и оптимистический взгляд на ислам». Но также, что Аслан иногда полагается на сомнительные источники, что «хороший рассказ иногда мешает точности», что сводит к минимуму «гендерное неравенство, закрепленное в Коране», и «приписывает недокументированные чувства и мотивы не только Мухаммеду, но и более поздним фигурам — методика, иногда применяемая на курсах творческой литературы, но не рекомендуемая историкам». Аслан уделяет больше времени ранней эпохе ислама, о которой относительно меньше исторических данных. В целом, Кедди заявила, что «Аслан дает живую, приятную и в основном точную картину, но часть книги шатка».
Книга также получила положительный отзыв от The Independent, которая заявила, что книга является «увлекательным руководством» для немусульманских читателей.
The Guardian опубликовал негативный отзыв Тарика Али, в котором говорится, что «рассказ Аслана о раннем исламе слишком буквален» и «шиитские секты и некоторые из их более эзотерических верований имеют мало общего с исламской теологией». Он пришел к выводу, что «целью книги является умиротворение западных идеологов», а либеральный ислам в трактовке Аслана — это только «фаза, и она пройдет».